# Werewolf: The Apocalypse - Earthblood
Werewolf: The Apocalypse - Earthblood es un videojuego de rol de acción en tercera persona desarrollado por Cyanide Studio y publicado por Nacon. Está basado en el juego de rol Werewolf: The Apocalypse de White Wolf Publishing, y es parte de la serie más grande Mundo de Tinieblas. Fue lanzado el 4 de febrero de 2021 para Microsoft Windows, PlayStation 4, PlayStation 5, Xbox One y Xbox Series X|S.
La historia sigue a Cahal, un hombre lobo eco-terrorista que ha sido desterrado de su tribu de hombres lobo y que lucha contra la corporación Endron y la contaminación que ocasiona. El jugador, como Cahal, atraviesa áreas en el noroeste de Estados Unidos y puede cambiar de forma a una forma de lobo, humano o hombre lobo para realizar diversas tareas, como exploración, conversación y combate.

## Jugabilidad
Werewolf: The Apocalypse - Earthblood es un videojuego de rol de acción en tercera persona para un solo jugador en el que el jugador asume el papel de un hombre lobo ecoterrorista. El jugador explora varias áreas en el noroeste de Estados Unidos, en forma de grandes mundos centrales. Dentro de estas áreas, el jugador juega a través de misiones, que pueden tener efectos en el mundo del juego, incluyendo el desbloqueo de misiones secundarias. El jugador también va a Penumbra, un lugar entre el mundo físico y el mundo espiritual, donde puede recibir misiones secundarias o desafíos del Gran Espíritu de la Cascada, quien le da recompensas al jugador por completarlos, como abrir atajos entre áreas.
El hombre lobo es un cambiaformas y puede tomar la forma de un lobo (Lupus) y un humano (Homínido) además de su forma de hombre lobo (Crinos). Cada forma tiene su propia mecánica de juego ligada a ella: la forma de lobo se usa para exploración, rastreo, espionaje y sigilo, además de poder atravesar pasajes estrechos; la forma humana se usa para interacciones, como usar máquinas y conversar con personas; y la forma de hombre lobo se usa para el combate. Cuando están en forma humana, otros personajes no son conscientes de que el personaje del jugador realmente es un hombre lobo, lo que permite al jugador ir de incógnito. El jugador desarrolla al hombre lobo a través de un árbol de habilidades, donde puede elegir entre diferentes arquetipos conectados a diferentes debilidades y fortalezas. El jugador también tiene acceso a varios potenciadores sobrenaturales, que se obtienen de la naturaleza.
El juego implica el manejo de la ira del personaje del jugador: la ira del hombre lobo aumenta a medida que se entera de los problemas que los humanos han causado, como la contaminación y la codicia. Si el jugador deja que la ira del hombre lobo se desborde, el hombre lobo entrará en un estado de frenesí y se convertirá en una bestia violenta y monstruosa. Cuando está en estado de frenesí, el hombre lobo es más poderoso, pero también le resulta más difícil analizar la información, como si un personaje es un enemigo o un inocente, y atraerá la atención de los enemigos. Una vez en el estado de frenesí, la única forma de salir de él es matar a todos los presentes, sin importar si son enemigos o no.

## Argumento
Werewolf: The Apocalypse - Earthblood tiene lugar en el noroeste de Estados Unidos y se desarrolla en el Mundo de Tinieblas, donde seres sobrenaturales, como vampiros y hombres lobo, luchan en secreto por el poder. El mundo está gobernado por tres entidades: Kaos, una fuerza caótica y creativa que crea vida y supervisa la naturaleza; la Tejedora, que tiene la tarea de dar forma a la creatividad del Kaos, organizando la Tierra; y el Wyrm, que originalmente existía como una fuerza de equilibrio entre las dos anteriores, una fuerza de ruptura y renovación, pero que se ha convertido en un agujero negro que intenta destruir todo debido a lo poderoso que se ha vuelto la Tejedora, y que corrompe humanos fácilmente.
El juego se centra en los hombres lobo, conocidos como Garou, cuya nación consta de trece tribus llamadas la Nación Garou. Mientras que los vampiros se integran en sociedades humanas, los hombres lobo son reclusos, y son retratados como el "sistema inmunológico del planeta", trabajando para proteger la naturaleza. Las diferentes tribus tienen diferentes puntos de vista sobre cómo lograr esto y cómo tratar con la humanidad: por ejemplo, los Moradores de Cristal piensan que la humanidad puede salir de los problemas ambientales con el uso de la tecnología; las Furias Negras luchan por el feminismo, los derechos de las mujeres y la igualdad de género; los Roehuesos se preocupan por la clase social y luchan por las personas económicamente oprimidas; y a los Garras Rojas les gustaría librar una guerra contra la humanidad para ver quién sobrevivirá. Debido a sus diferentes perspectivas, hay muchas luchas internas entre las tribus.

### Modo historia
Cahal, un miembro de la tribu familiar Fianna de hombres lobo irlandeses, trabaja junto a su manada con el grupo ecoterrorista Lambda Mankind, luchando contra la corporación de Endron, una subsidiaria petrolera cuyo presidente, Richard Wadkins; sirve voluntariamente al Wyrm para alterar el equilibrio de Gaia. En una de sus misiones, junto con sus compañeros de manada, Rodko (el cuñado de Cahal), Ava, su hija Aedana y su esposa Ludmilla, se infiltran en una instalación de Endron. Su plan altera los datos de su extracción de petróleo y los obliga a retirarse de la región. Durante la redada, Ludmilla es asesinada por un Danzante de la Espiral Negra, un hombre lobo corrupto por el Wyrm en la seguridad de Wadkins; Cahal pelea contra él y logra matarlo, pero accidentalmente termina asesinando a Rafiq, otro compañero de su manada y deja ciego a Rodko en el ojo izquierdo. Avergonzado por lo que había hecho, Cahal abandona la manada y a su hija.
Cinco años después, Cahal trabaja por cuenta propia. Después de una redada en una empresa energética en el estado de Washington, Cahal regresa a su tierra natal en Tarker's Mill, junto con su socio, Dusk. Cahal tiene la intención de expiar lo que ha hecho en el pasado y, al regresar a casa; descubre que su antigua tribu está en guerra con la milicia de Endron, liderada por el Mayor Graner. Después de luchar contra un ataque que hiere a Rodko, Cahal es enviado a desmantelar un centro de entrenamiento de Endron antes de reunirse con Aedana y Ava, quienes están operando para desmantelar a Endron desde adentro. Se descubre que Endron ha creado una nueva sustancia llamada Earthblood, que se utiliza para mejorar y mutar a sus soldados a la imagen retorcida del Wyrm.
Más tarde, mientras se planea una nueva redada para exponer a Endron, Aedana es secuestrada por Wadkins y Rodko cede a su ira. Cahal se ve obligado a matar a Rodko cuando los dos se transforman y pelean entre sí. Wadkins revela que en realidad conocía los planes de la manada y para realizar experimentos en Aedana. Cahal logra matar a Graner, expulsando al Wyrm de su tierra natal en represalia y planea rescatar a Aedana haciendo que lo arresten e infiltrándose en una prisión en Nevada, donde Endron está realizando experimentos con prisioneros.
En Nevada, Cahal recopila información de un hombre lobo llamado Onawa, que fue sujeto de prueba en los experimentos de Endron. Se entera de que llevaron a Aedana al cuartel general de Endron y escapa de la prisión con Onawa para reagrupar la manada de este último, que también ha estado en guerra con Endron. Cuando Cahal se infiltra en sus instalaciones, Wadkins coloca una trampa donde suelta el gas Earthblood por toda el área, causando daños ambientales, matando e infectando a las personas en el área. Onawa le revela a Cahal que trabaja para Endron a cambio de la seguridad de su manada y su espíritu guardián también ha sido infectado por Wyrm, pero se liberan de su influencia cuando Cahal los supera en la batalla.
Siguiendo el rastro de Aedana hasta una plataforma petrolera de Endron, Cahal se reagrupa con Ava y se entera de los planes de Endron de propagar el Wyrm liberando Earthblood como alternativa al petróleo. En el asedio final, Cahal encuentra a Aedana en un recipiente de vidrio, donde sufre una fuerte mutación por parte de los experimentos de Wadkins. Cahal se ve obligado a luchar contra ella y la misericordia mata a su hija; que muere en sus brazos. A Cahal se le presenta la opción de vengarse de Wadkins o salvar a Ava y los activistas de la milicia de Endron.
- Secuencia #1: Si Cahal decide enfrentarse a Wadkins, acorrala al director ejecutivo, quien se muta con Earthblood. Cahal logra matar a Wadkins después de una pelea, pero descubre que Ava y su equipo han sido masacrados. Cahal logra destruir las instalaciones con explosivos, posponiéndose la liberación de Earthblood y el grupo activista Cahal y Ava trabajan para ser denunciados como terroristas por los medios.

- Secuencia #2: Si Cahal salva a Ava, Wadkins huye de la plataforma; mientras Cahal y Ava derriban las instalaciones. Los medios tienen una recepción mucho mejor del grupo y Endron abandona sus planes después de descubrir las acciones de Wadkins, lo que lo obliga a esconderse. Independientemente del final, Pentex, el liderazgo de Endron, planea investigar la investigación de Wadkins, lo que implica que su trabajo continuará.

## Desarrollo
Werewolf: The Apocalypse - Earthblood fue desarrollado por Cyanide Studio en el motor de videojuegos Unreal Engine, con la cooperación de White Wolf Publishing para ayudar a que el videojuego se mantenga fiel al juego de rol Werewolf: The Apocalypse original de White Wolf en el cual Earthblood se basa. Está dirigido por Julien Desourteaux, con Martin Ericsson como escritor principal. Todo el equipo de diseño de niveles del juego anterior de Cyanide, Styx: Shards of Darkness también trabajó en Earthblood, y según Desourteaux hubo muchas cosas que se trasladaron de Shards of Darkness a Earthblood, aunque tuvieron que desarrollar el combate desde cero.
Antes del inicio del desarrollo del videojuego, los desarrolladores consideraron varios géneros para una adaptación de Werewolf: The Apocalypse, como un videojuego de lucha o un videojuego de rol isométrico, antes de decidirse por un videojuego de rol de acción. Las primeras preguntas que hicieron, que formarían el videojuego, incluyeron "¿cuándo te enfurecerás?", "¿cuándo usarás la violencia?", "¿cuándo habrás tenido suficiente?" y "¿cuál es el precio de cambiar el mundo a través de violencia?"; querían evitar dar respuestas consideradas correctas, y querían que el jugador pensara en ello por sí mismo y encontrara respuestas.
Según Desourteaux, esta cuestión de gestión de la ira es el tema principal del videojuego; se consideró una narrativa ramificada para facilitar la exploración de estas cuestiones, pero finalmente los desarrolladores se decidieron por una historia mayormente lineal con ramificaciones menores. Ericsson describió el videojuego como fuertemente centrado en su narrativa y, por lo tanto, con un protagonista definido y una historia fija con temas como la familia, el distanciamiento, el cinismo y el idealismo.
La preproducción del videojuego comenzó a fines de 2016, luego de la compra de White Wolf por parte de Paradox Interactive en 2015, y el videojuego se anunció en enero de 2017. Originalmente, fue programado para ser publicado por Focus Home Interactive, pero cambió de editor a Nacon en 2018 luego de la compra de Cyanide Studio por parte de Nacon. Se presentó por primera vez en el E3 2019 en Los Ángeles en junio de 2019, y se exhibió en PDXCON 2019 en octubre. El videojuego finalmente se lanzó el 4 de febrero de 2021 para Microsoft Windows, PlayStation 4, PlayStation 5, Xbox One y Xbox Series X.

## Recepción
Aunque el videojuego fue bien recibido durante el E3 2019, con Paste llamándolo uno de sus videojuegos favoritos exhibidos allí, obtuvo "reseñas mixtas o promedio" en el lanzamiento, según el agregador de reseñas Metacritic; la versión de PlayStation 4 se destacó por recibir reseñas en su mayoría negativas.
Por otra parte, las reseñas realizadas para PlayStation 5 y Xbox Series X/S están medianamente por encima de la media, sin sobresalir demasiado. Las reseñas para Xbox One son prácticamente inexistentes.
En su análisis, 3DJuegos lo llamó "una pobre adaptación", recibiendo la calificación final de "no recomendado".